# Chodské povstání
Chodské povstání probíhalo na Chodsku na konci 17. století za vlády císaře Leopolda I. Předcházelo mu mnoho událostí, především porušování starých chodských privilegií. Bylo fakticky ukončeno popravou jeho vůdce Jana Sladkého Koziny v Plzni 28. listopadu 1695.

## Chodové do konce 15. století
Chodové obývali 11 vesnic v okolí Domažlic (Chodov, Klenčí pod Čerchovem, Újezd, Postřekov, Draženov, Stráž, Tlumačov, Mrákov, Starý Klíčov, Chodská Lhota, Pocinovice). Jejich povinností bylo hlídat hraniční lesy a v případě bojů chránit české země před vpádem nepřátel přes Šumavu. Zároveň střežili dvě důležité obchodní stezky z Bavor do Čech. Měli doprovázet cizí obchodníky na celní stanici v Domažlicích, což se nazývalo „klejtování“, a toto nabývalo slavnostního rázu, ubíral-li se tudy královský průvod.
Tyto hraniční povinnosti přinášely Chodům jistá práva. Užívání všeho, co jim hraniční les poskytoval, ať už dříví, zvěře a nebo píce pro dobytek z lesních pastvin, bylo samozřejmostí a navrch se Chodové těšili značným privilegiím. Mohli svobodně nakládat se svým majetkem, stěhovat se, ale nejcennější privilegium bylo osvobození od robot, které si ale nikdy nevymohli potvrdit písemně, což se jim později stalo osudným.

## Chodové za Švamberků
Na konci 15. století se dostali Chodové v zástavní držení vlivného rodu Švamberků. Švamberkové roku 1495 získali od krále slib, že tato zástava smí být vykoupena pouze králem. Petr ze Švamberka ale proti chodským privilegiím nutil Chody robotovat. Toto zvedlo prudký odpor Chodů proti Petru ze Švamberka a rozhodli se ve stavovském odboji r. 1547 postavit se proti králi. To je později stálo ztrátu privilegií a vysoký peněžitý trest. Privilegia jim sice nakonec byla vrácena, ale jejich žádost o odpuštění pokuty byla zamítnuta.
Petr ze Švamberka začal porušovat chodská nepsaná práva, jako byl lov v hraničním lese, protože chtěl mít z chodských vesnic co největší užitek. Chodové vznesli protest králi, ale jednání, které proběhlo r. 1558, je poučilo o nedostatečném právním zabezpečení jejich zvykových práv, která v jejich královských privilegiích nebyla zmíněna. Chodové se pokusili i o ozbrojený odboj, ale Petr ze Švamberka získal r. 1560 od císaře právo potrestat své poddané i na hrdle a sám císař Chodům důrazně nařídil poslouchat svou vrchnost. Chodským obcím se nakonec podařilo vykoupit se z vlivu Švamberků a 3. března 1572 se staly svobodnými.

## Krátké období svobody a za Domažlických
Chodové ale přecenili svou finanční situaci, a tak už 22. prosince 1579 byli opět zbaveni svobody a dostali se pod správu Domažlických. Ti také chtěli vytěžit z chodských vesnic co nejvíce, a tak opět nastalo období sporů jako za Švamberků. Ačkoli byla Chodům opět potvrzena jejich privilegia roku 1612 císařem Matyášem a r. 1619 králem Fridrichem, po Bílé Hoře se jejich situace stále více zhoršovala.

## Za Lamingerů
Roku 1621 se Chodové dostávají pod zástavu Wolfa Viléma Lamingera z Albenreuthu. Když pak projížděl císař Chodskem, žádali ho Chodové o potvrzení svých privilegií. Císař je jen odkázal na českou komoru v Praze, čímž ale vzbudil v Chodech mylný dojem, že jejich privilegia jsou platná. Lamingerovy zákazy a opatření proti Chodům způsobily nové ozbrojené povstání Chodů, což byla zas jen voda na Lamingerův mlýn. Tohoto také Laminger použil proti Chodům, a tak císař v listopadu 1629 zamítl potvrzení chodských privilegií a zároveň byla na Lamingerův popud zvýšena cena zástavy, aby se nemohli Chodové z poddanství vykoupit.
Žádná z chodských snah o navrácení privilegií, ani jejich cesty do Prahy a Řezna nebyly úspěšné. Chodové se pokusili přesvědčit císaře, že byly jejich statky a půda prodány pod cenou, což byla jistě pravda, ale práva neznalí Chodové nic nezmohli proti vlivnému Lamingerovi. Chodové na svůj neúspěch reagovali tím, že odmítli Lammingerovi robotovat, což vede v letech 1664–65 dalším jednáním, kde Laminger poukazuje na chodskou neposlušnost. Toto vyústilo v roce 1668 v uložení věčného mlčení „perpetuum silentium“. Chodové mají zůstat poslušni vrchnosti a navždy mlčet o svých starých privilegiích. Po smrti Wolfa Viléma Lamingera převzal spravování rodinného panství jeho syn, Wolf Maxmilián Laminger.

## Za Jana Sladkého Koziny

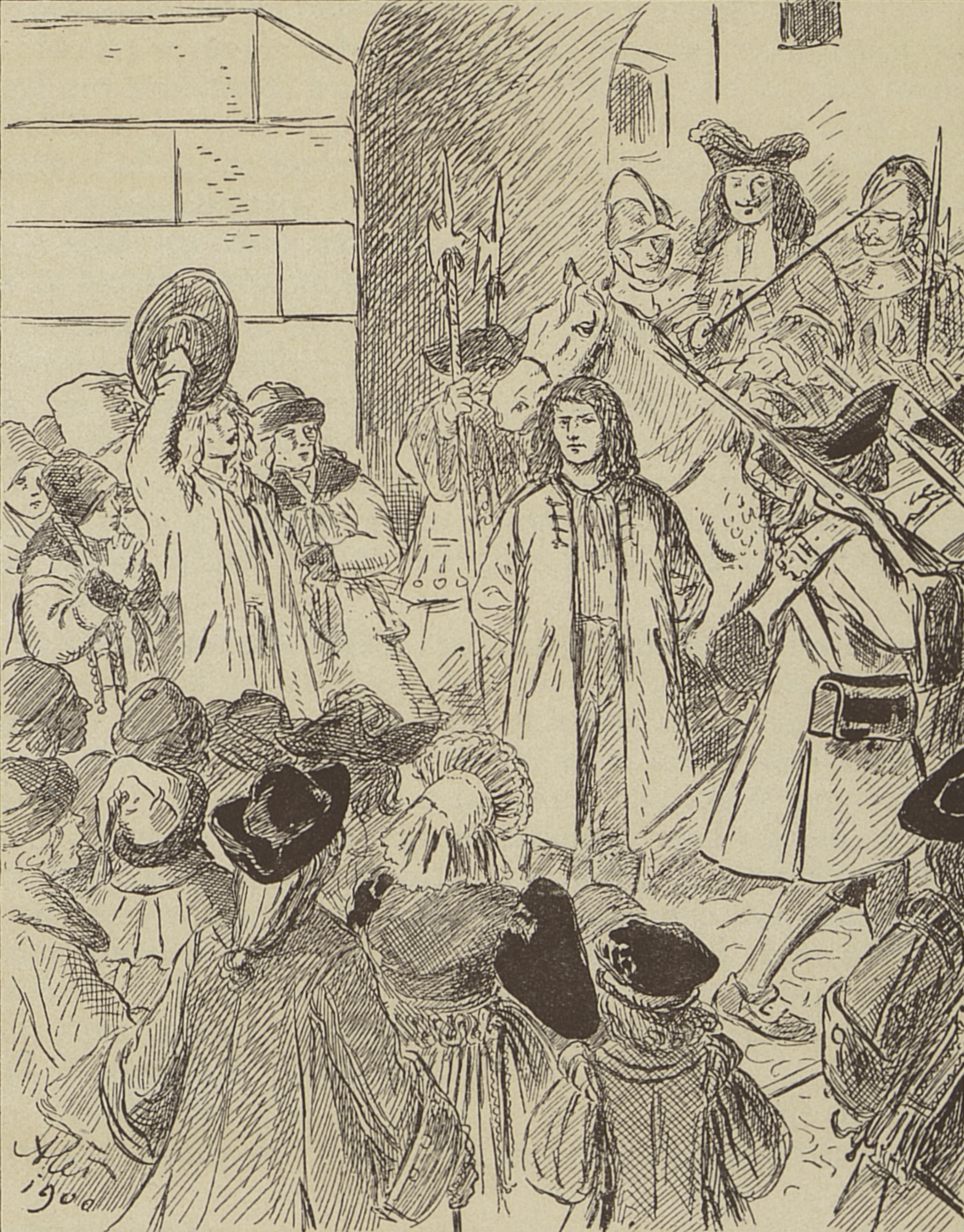
Přesun zajatého Koziny (ilustrace M. Alše k románu A. Jiráska Psohlavci)

Vědomí o křivdě spáchané na chodských právech ale žilo dále, proto stačil jen nepatrný popud Matyáše Justa. Ten tvrdil, že byl na audienci u císaře, který se ho ptal „co dělají Chodové, že se už nehlásí o svá práva, že musí mít dobrého pána“. Proto se roku 1692 vypravil Jan Sladký Kozina a David Forst do Vídně, císař Leopold I. je sice z počátku vyslyšel, ale po Lamingerově stížnosti a po tom, co mezitím Chodové odpírali poslušnost a nerobotovali, jim císař r. 1693 uložil poslušnost pod přísným trestem a povinnost "věčného" poddanství. Přesto však odešlo r. 1693 do Vídně nové poselství, také neúspěšné. Po tom se strhla vlna nevole, na kterou reagovala vrchnost chystáním vojenského zásahu. Chodské poselství ve Vídni bylo mezitím zatčeno a většina členů se slíbila po návratu podrobit. Mezitím 6. července 1693 začala vojenská akce proti chodským vesnicím. Několik hlavních iniciátorů povstání bylo zatčeno a získali relativně mírné tresty, až na Kozinu, Syku a Justa. Tyto mírné tresty ale neuspokojily Lamingerovu pomstychtivost a tak byl trest zpřísněn. Původně měli být všichni tři (Syka, Kozina a Just) popraveni, ale tento přísný trest byl zmírněn a tak byl v Plzni 28. listopadu 1695 popraven jen Kozina.

## Za Stadionů
Po smrti Lamingera 2. listopadu 1696 se Chodové od roku 1697 dostávají pod vliv Stadionů. Po Kozinově popravě byl na Chodsku dlouho klid. V roce 1706 se objevila nová stížnost týkající se robotování, ale tato i většina dalších stížností, které následovaly, byly vyřešeny příznivě pro vrchnost. Chodové byli, stejně jako obyvatelé celé české země, zbaveni robotní povinnosti až roku 1848.